# Eisbrecher

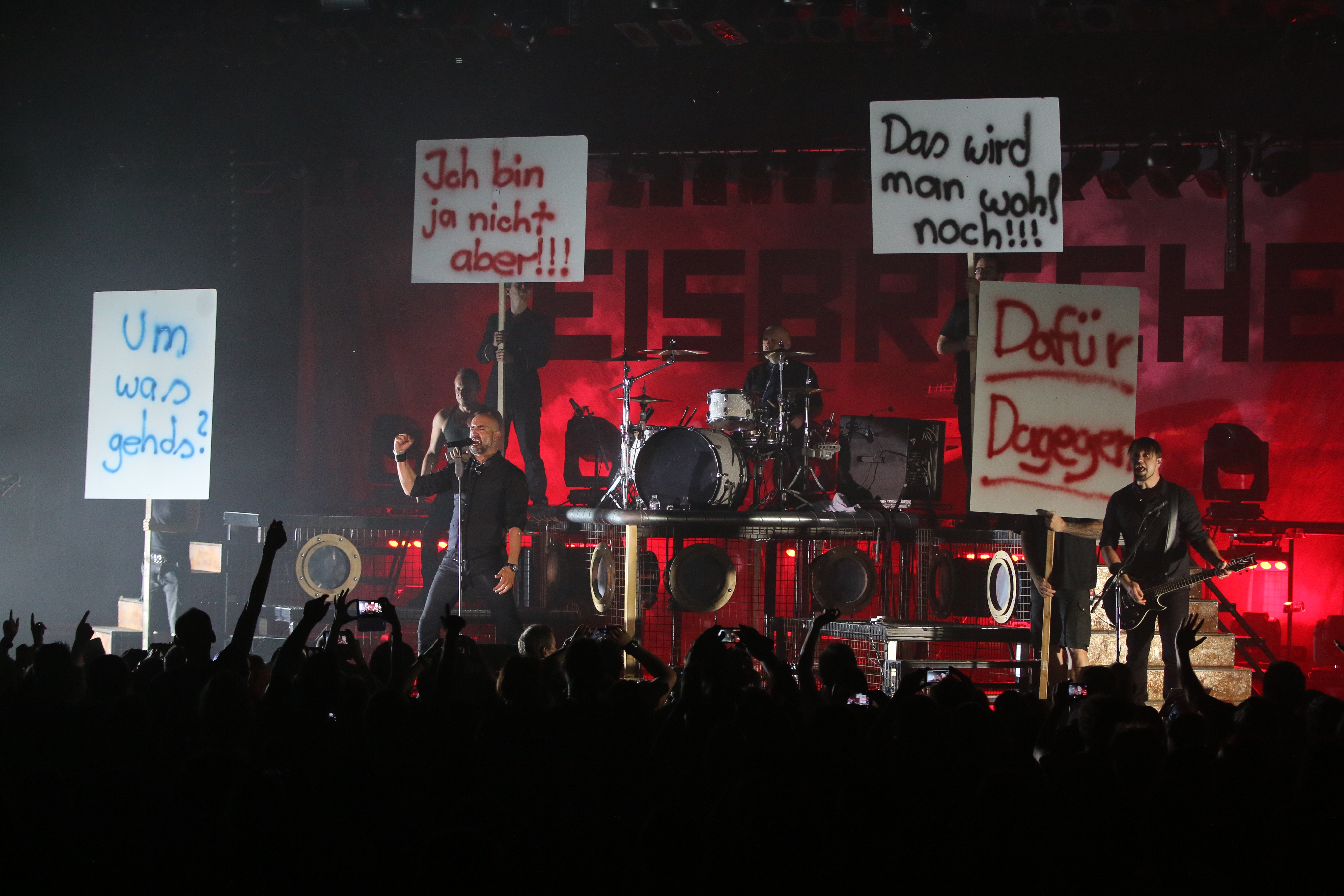
Zelt-Musik-Festival 2016 Freiburg, Duitsland

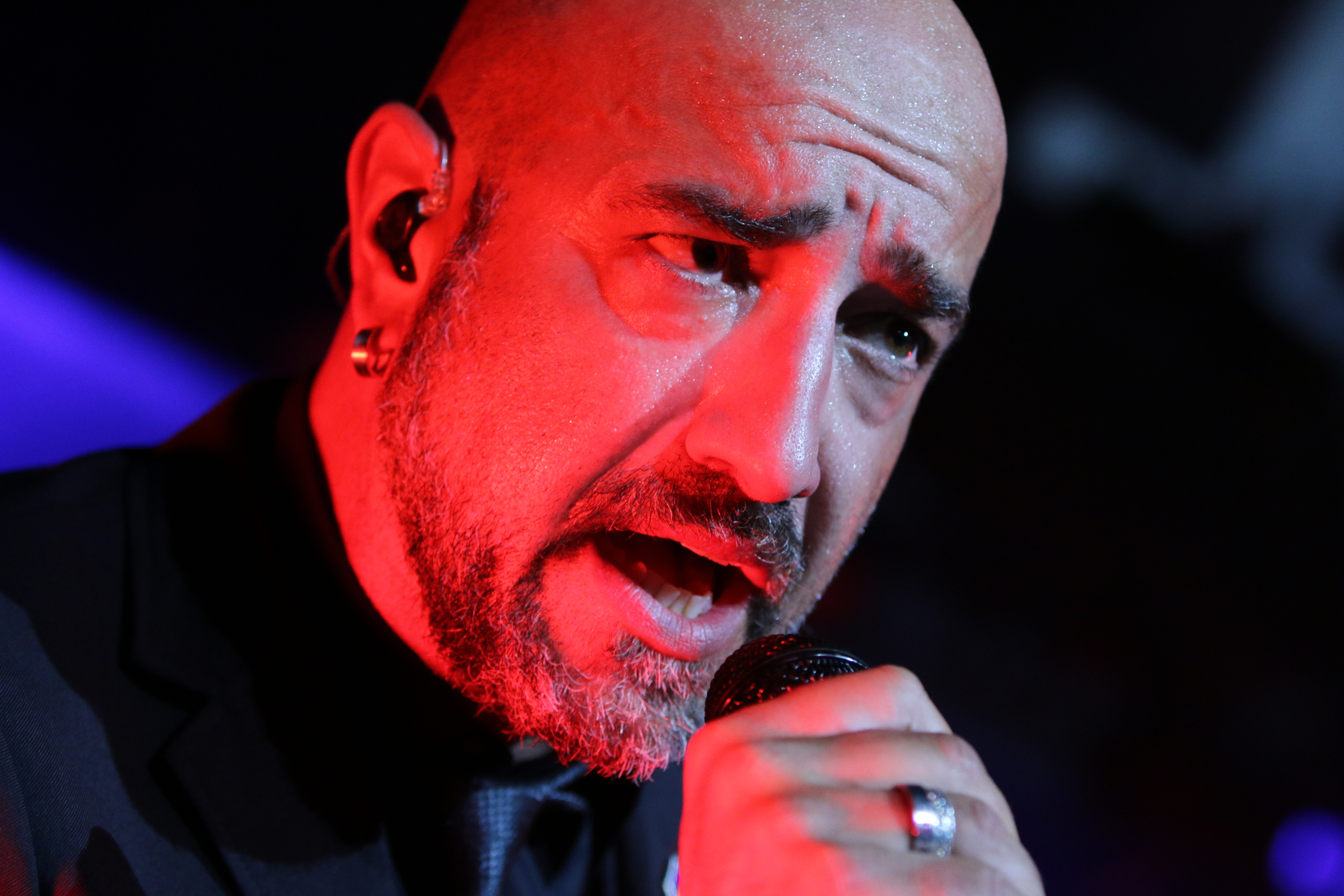
Zelt-Musik-Festival 2016

Eisbrecher is een Duitse industrial rockband bestaande uit de voormalige leden van Megaherz Alexx Wesselsky (zang) en Noel Pix (leadgitaar/programming). Live wordt de band bijgestaan door Jürgen Plangger (gitaar), Martin Motnik (basgitaar), René Greil (drums) en Max "Maximator" (keyboards/programming). De muziekstijl van Eisbrecher behoort tot de zogeheten "Neue Deutsche Härte".

## Oprichting & bandnaam
Toen Alexx Wesselsky in 2002 de door hem opgerichte band Megaherz verliet, besloot hij meer de elektronische kant van het rockspectrum te verkennen. Een toevallige ontmoeting met Noel-Pix [ex-Megaherz gitarist], resulteerde eind 2004 in het debuutalbum Eisbrecher. Het album bevat vooral veel elektronische elementen en helt daarmee naar de rhytmic industrial en electronic body music. Duidelijk zijn de Industrial (ook wel Krautrock genoemd) invloeden van bands als Kraftwerk.
De naam van de band betekent "IJsbreker". De teksten en slogans bevatten vaak termen met betrekking tot de zeevaart of ijs, zoals "Ahoi" en "Es wird kalt" (het wordt koud). Tijdens het intronummer op het debuutalbum Eisbrecher noemt Alexx de technische gegevens van een ijsbreker op. De voorman van de band, Alexx Wesselsky, draagt live vaak een uniform van een kaptitein of legerkleding.

## Het geluid van Eisbrecher
Terwijl het debuutalbum Eisbrecher een meer elektronisch geluid heeft, wordt het tweede album Antikörper gekenmerkt door een zwaarder, meer metal-georiënteerd geluid. De band is echter wel bij haar 'roots' gebleven waardoor de unieke Eisbrecher-sound bewaard blijft en de muziek duidelijk herkenbaar blijft als industrial metal.

## Discografie

### Albums
- Eisbrecher (26 januari 2004)
- Antikörper (20 februari 2006)
- Sünde (22 augustus 2008)
- Eiszeit (16 april 2010)
- Die Hölle muss warten (maart 2012)
- Schock (23 januari 2015)
- Sturmfahrt (17 augustus 2017)
- Schicksalsmelodien (23 Oktober 2020)
- Liebe macht Monster (12 maart 2021)

### Singles
- Mein Blut (16 juni 2003)
- Fanatica (22 september 2003)
- Leider (14 juli 2006)
- Leider/Vergissmeinnicht (22 augustus 2006)- US Limited Double Single
- Vergissmeinnicht (25 augustus 2006)
- Kann denn Liebe Sünde Sein (18 juli 2008)
- Eiszeit (19 maart 2010)
- Verrückt (2012)
- Die Hölle muss warten (2012)
- Eisbrecher 2013 / Adrenalin (2013)
- 1.000 Narben (2015)
- Rot wie die Liebe (2015)
- Volle Kraft voraus (2015)
- Schock (2015)
- Was ist hier los? (2017)
- In einem Boot (2017)
- Das Gesetz (2018)
- Stossgebet (2020)
- Skandal im Sperrbezirk (2020)
- Anna - Lassmichrein Lassmichraus (2020)
- FAKK (2021)
- Es lohnt sich nicht ein Mensch zu sein (2021)
- Im Guten, im Bösen (2021)

### Video's
- Schwarze Witwe (2003)
- Herz Steht Still (2005)
- Willkommen Im Nichts (2006)
- Vergissmeinnicht (2006)
- Eiszeit (2010)
- Verrückt (2011)
- Die Hölle muss warten (2012)
- Miststück 2012 (2012)
- Zwischen Uns (2014)
- Rot wie die Liebe (2015)
- Was ist hier los? (2017)
- Das Gesetz (2018)
- Stossgebet (2020)
- Skandal im Sperrbezirk  (2020)
- FAKK (2021)
- Im Guten, im Bösen (2021)